# Talířovka obrovská
Talířovka obrovská (Cyanea capillata), také známá jako medúza žahavá, je největší známý druh medúzy. Vyskytuje se převážně v boreálních (subarktických) vodách Severního ledového oceánu a v severních částech Atlantiku a Pacifiku. Běžně ji lze spatřit i v Lamanšském průlivu, Irském moři, Severním moři a v západních vodách Skandinávie, na jih ke Kattegat a Øresund. Může také „zabloudit“ i do vod Baltského moře (kde se ale nemůže rozmnožovat kvůli nízké salinitě). Podobné medúzy, které mohou patřit ke stejnému druhu, obývají moře poblíž Austrálie a Nového Zélandu. Největší zdokumentovaný exemplář byl nalezen vyplavený na břehu Massachusettského zálivu v roce 1870 s rozměry zvonu o průměru 2,3 metry a chapadly dosahující délky 37 metrů. Talířovka obrovská byla po nějaký čas pozorována jižně od 42° s. š. ve větších zálivech východního pobřeží USA.
Talířovka obrovská využívá svých žahajících chapadel k zajetí, vtáhnutí a sežrání kořisti, což mohou být ryby, mořští tvorové a menší medúzy.

## Taxonomie

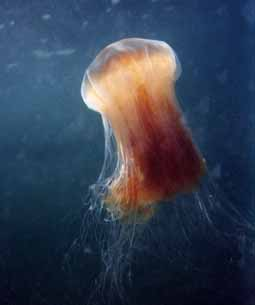
Cyanea sp.

Nad taxonomií druhu Cyanea se zoologové zatím ještě plně neshodli. Vědci navrhli, že všechny druhy se stejným rodem by měly být považovány za druh jediný. Dva odlišné taxony se vyskytují ve východním Atlantiku, s Cyanea lamarckii, která se liší modrou (ne červenou) barvou a menším vzrůstem (10–20 cm v průměru, zřídkakdy 35 cm). Populace v západním Pacifiku kolem Japonska jsou často rozlišovány jako Cyanea nozakii, nebo jako poddruh Cyanea capillata subsp. nozakii.

## Popis
Ačkoli zvon talířovky obrovské je schopen dorůst velikosti v průměru až přes 2 metry, mohou se tyto medúzy ve svých velikostech velmi lišit. Talířovky nalezené v nižších zeměpisných šířkách jsou mnohem menší než jejich severní protějšci se zvonem zhruba okolo 50 centimetrů v průměru. Chapadla větších jedinců mohou dosahovat délky 30 a více metrů. Tato extrémně lepkavá chapadla jsou seskupena do osmi chomáčů, každý chomáč nesoucí přes 100 chapadel, uspořádaných v řadách.
S délkou 36,6 metru byl největší známý exemplář delší než plejtvák obrovský, a je tak považována za nejdelší známé zvíře na světě. Nicméně v roce 1864 byla na břehu Skotska nalezena pásmovka velká, měřící 55 metrů. Tělo pásmovky je ovšem značně elastické a dá se libovolně natahovat; je tak možné, že do takové délky nevyrostla. Současně se však jako nejdelší zvíře na světě uvádí trubýš pochybný, jehož tělo by mělo dosahovat délky 40–50 metrů.
Zvon talířovky je rozdělen do osmi laloků. Propletené uspořádání barevných paží vychází ze středu zvonu, které jsou mnohem kratší než stříbřitá a tenká chapadla, vycházející ze subumbrelly zvonu.
Velikost také určuje zbarvení – větší jedinci jsou zbarvení od sytě purpurové po temně fialovou, zatímco menší jedinci si udržují barvu světle oranžové nebo žlutohnědé. Český překlad jména medúzy vychází z talířovitého tvaru zvonu.

## Ekologie
Vzhledem k tomu, že talířovka patří k druhům žijících ve studených vodách, nemůže se tak rozmnožovat v teplejších oblastech. Talířovky jsou pelagické (tzn. žijí na širém moři), ale ke konci jejich ročního života mají tendenci se usazovat v mělkých zálivech. Na širém moři se talířovky pro určité druhy mořských tvorů, jako třeba krevety, chovají jako plovoucí oázy, poskytující jak potravu, tak úkryt před predátory.
Nepřátelé talířovky zahrnují mořské ptáky, větší ryby jako třeba měsíčník svítívý, další druhy medúz a mořské želvy. Kožatka velká se na talířovkách krmí téměř exkluzivně ve velkém množství během letní sezóny okolo východní Kanady. Talířovky samy se pak živí zooplanktonem, malými rybami, žebernatkami a rodem malých medúz, zvaných Aurelia.

## Chování a reprodukce

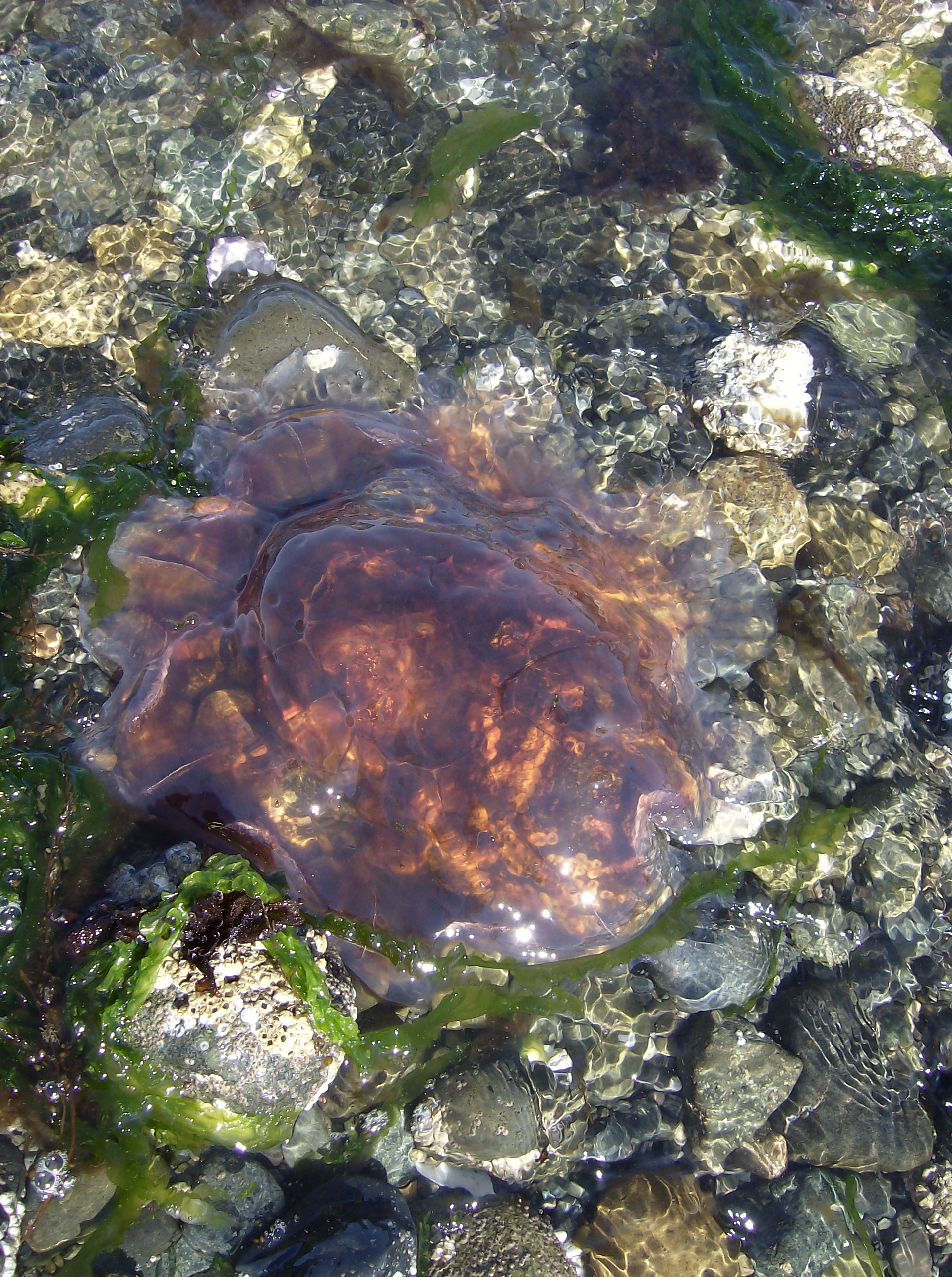
Malá, mrtvá talířovka obrovská, vyvržená na pláži

Talířovky obrovské zůstávají většinou těsně u hladiny, maximálně do 20 metrů hloubky. Jejich pomalé pulzační pohyby (vypuzování vody pod zvonem pomocí svaloviny po obvodě zvonu) je ženou kupředu pouze slabě, a tak z velké části závisejí na mořských proudech, což jim umožňuje cestovat na obrovské vzdálenosti. Talířovky jsou často k vidění kolem pozdního léta a podzimu, když už dorostly do větších velikostí a mořské proudy je začínají vyvrhovat na pobřeží.
Stejně jako ostatní medúzy se talířovky mohou rozmnožovat jak pohlavním rozmnožováním ve stádiu medúzy, tak i rozmnožováním nepohlavním ve stádiu polypu. Talířovky projdou za svůj roční život celkem čtyřmi stádii – larva, polyp, stádium zvané ephyra a stádium medúzy. Samice talířovky nese svá oplodněná vajíčka ve svých chapadlech, kde vajíčka rostou do larválního stádia. Jakmile jsou larvy dostatečně staré, samice medúzy je potom odloží na pevný mořský povrch, kde larvy mohou růst v polypy. Polypy se začínají rozmnožovat nepohlavně, vytvářejíce komínky malých tvorů, zvaných ephyrae. Jednotliví vyspělí ephyrae pak komínky zlomí, a začnou dorůstat do dospělé medúzy.

## Žahadla a lidský kontakt
Střetnutí člověka se žahadly talířovky působí dočasnou bolest a začervenání kůže. Za normálních okolností není její žahnutí smrtící. K deaktivaci nematocytů se používá ocet, avšak kvůli velkému počtu chapadel je po požahání doporučena lékařská péče.
V červenci roku 2010 bylo v USA ve městě Rye, New Hampshire požaháno asi 150 lidí. Zřejmě šlo o ostatky talířovky obrovské, která se rozpadla na bezpočet kousků. Při velikosti jedinců tohoto druhu je možné, že tato příhoda byla způsobena jediným exemplářem.
Od roku 2021 se pravidelně objevuje v Chorvatsku. Potvrzeny jsou výskyty v létě 2021 , 2022  i 2023. 

## Galerie

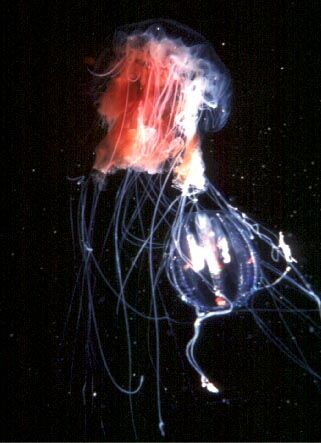
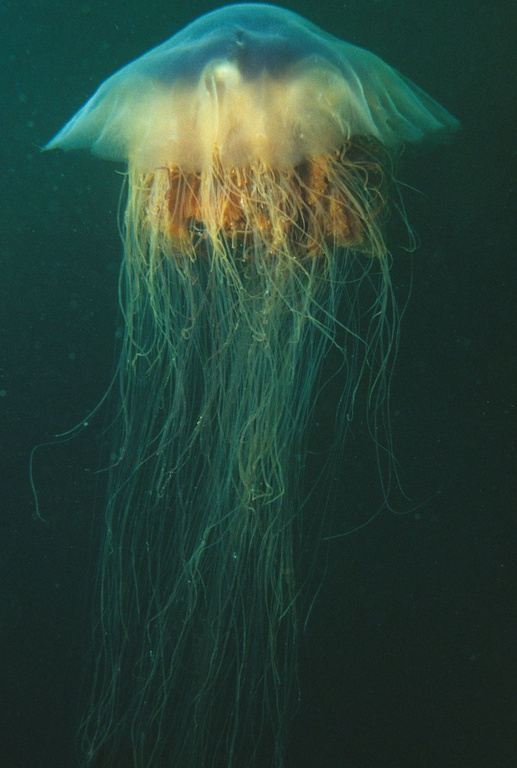
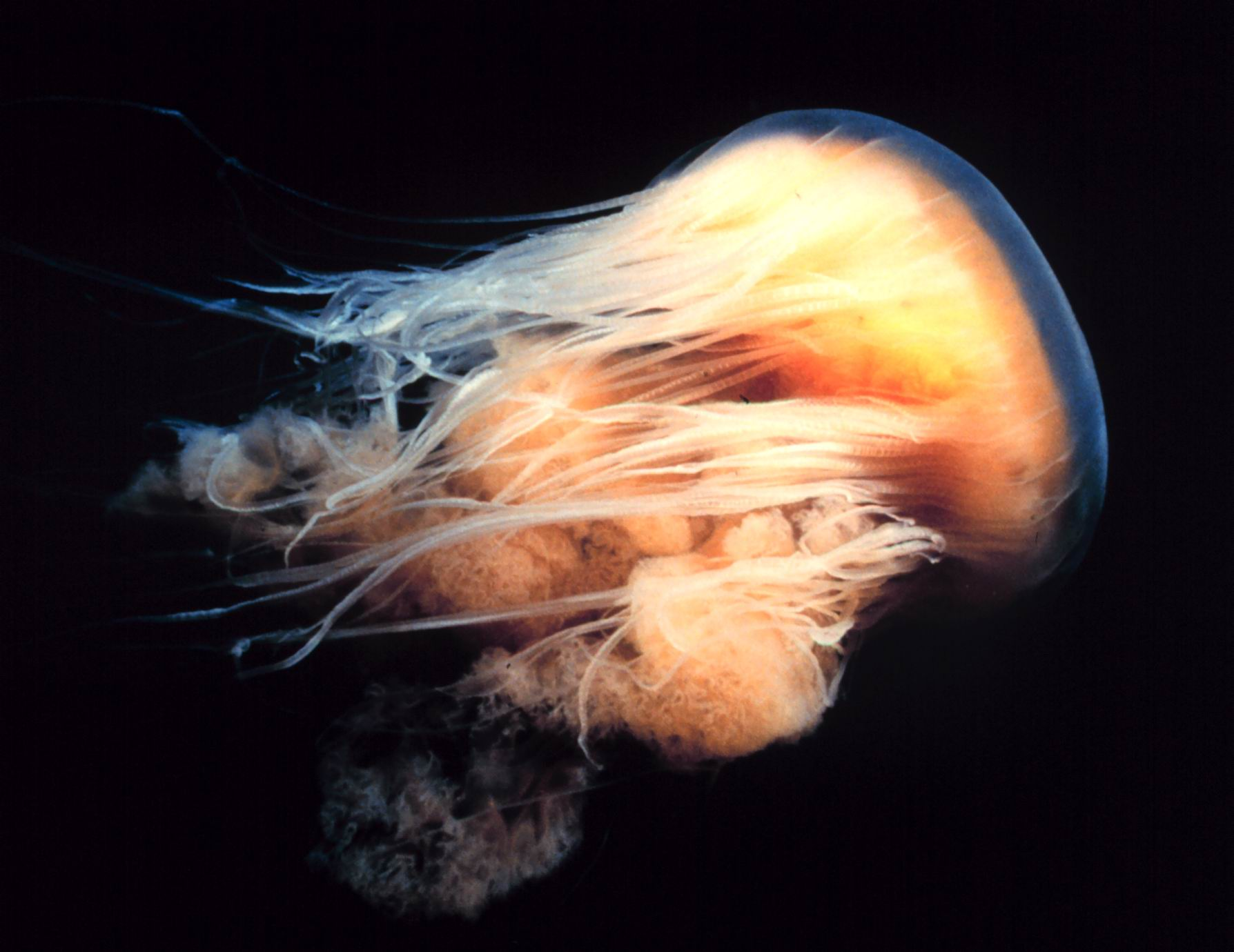
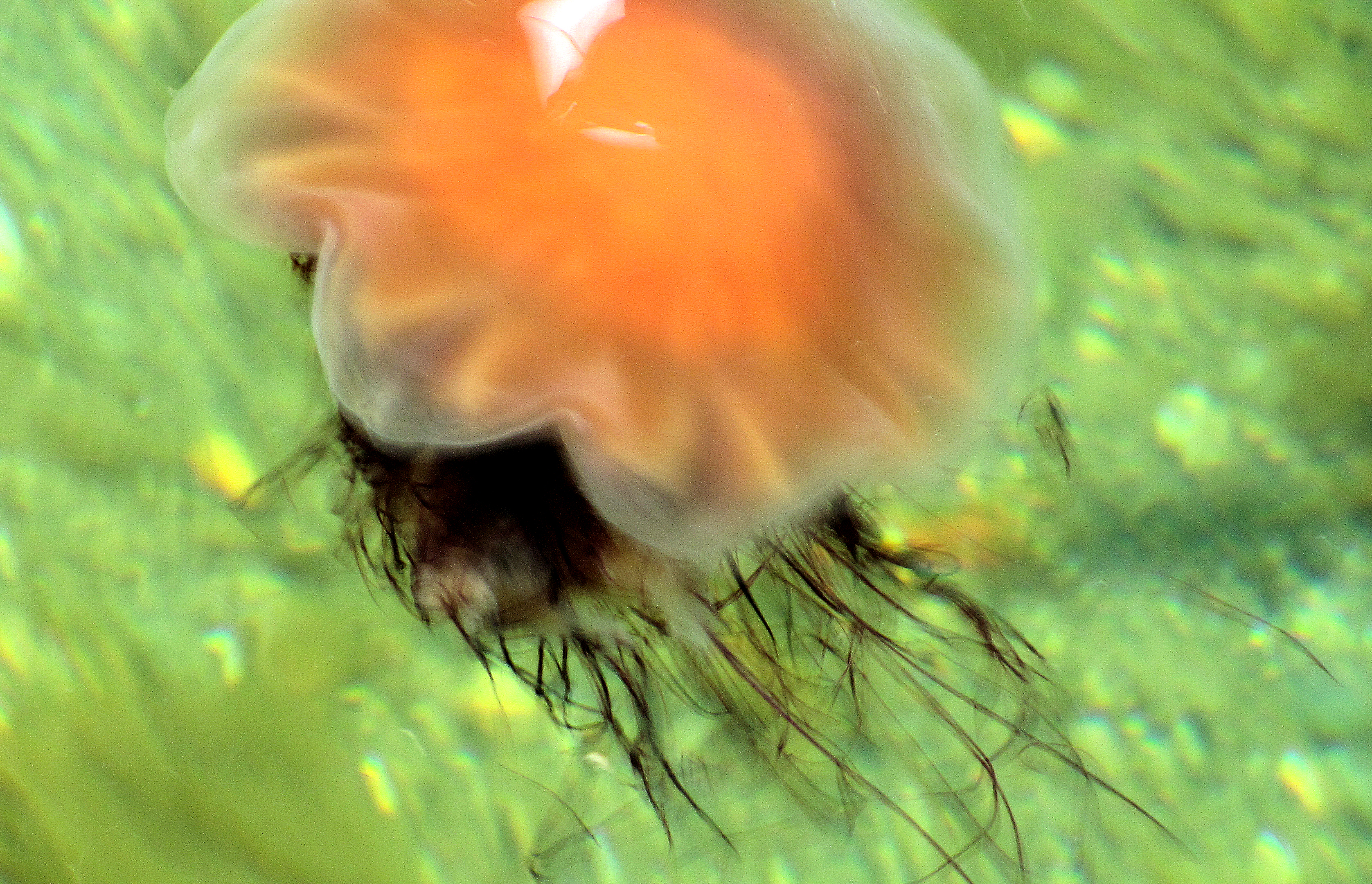
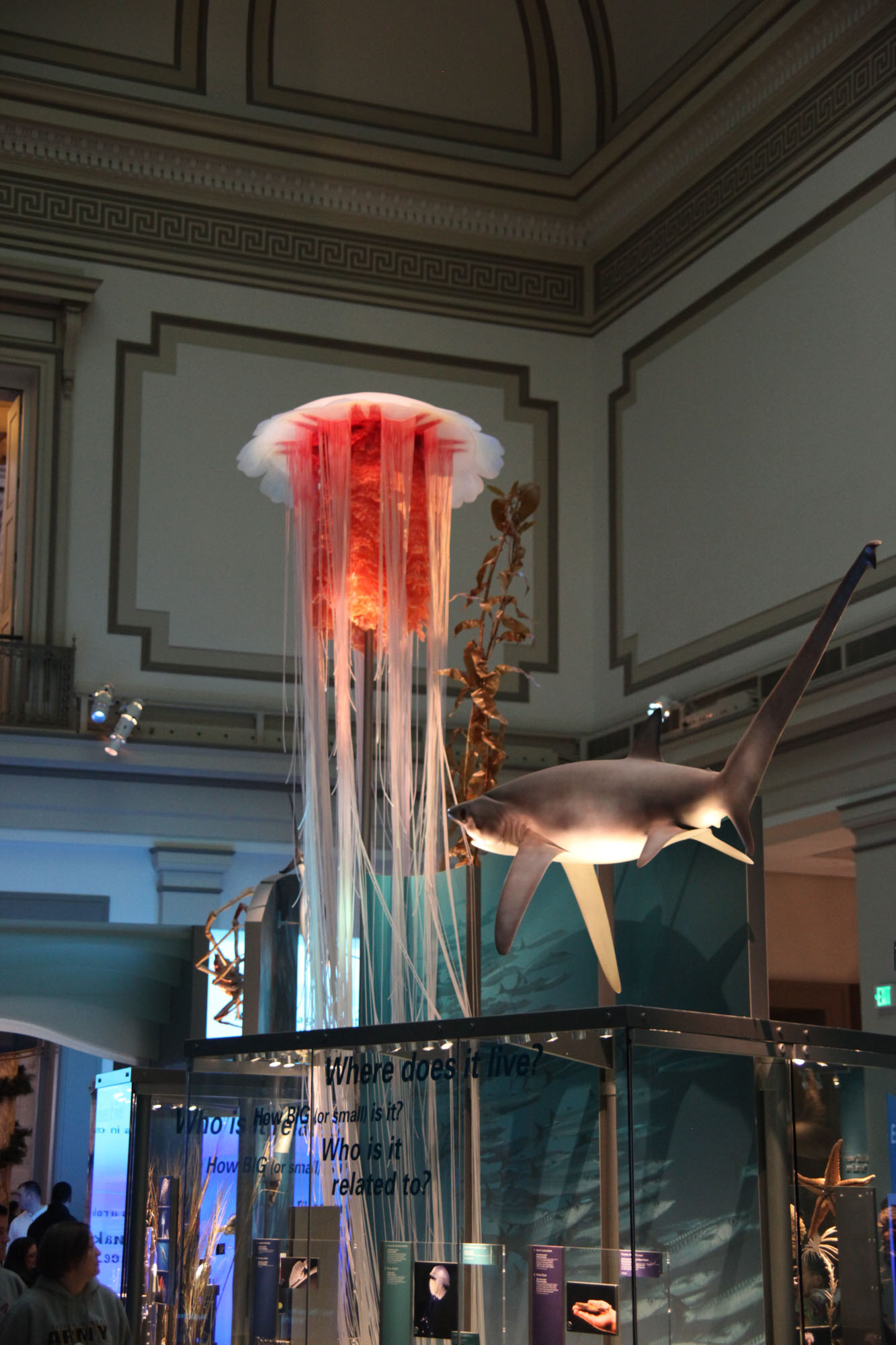